# العلاقات البيروية السنغافورية
العلاقات البيروفية السنغافورية هي العلاقات الثنائية التي تجمع بين بيرو وسنغافورة.

## مقارنة بين البلدين
هذه مقارنة عامة ومرجعية للدولتين:
| وجه المقارنة                                              | بيرو                                   | سنغافورة                                                             |
| --------------------------------------------------------- | -------------------------------------- | -------------------------------------------------------------------- |
| المساحة (كم2)                                             | 1.29 مليون                             | 719                                                                  |
| عدد السكان (نسمة)                                         | 32.16 مليون                            | 5.89 مليون                                                           |
| الكثافة السكانية (ن./كم²)                                 | 24.93                                  | 819.19 ألف                                                           |
| العاصمة                                                   | ليما                                   | سنغافورة                                                             |
| اللغة الرسمية                                             | اللغة الإسبانية، اللغة الأيمرية، كتشوا | لغة إنجليزية، اللغة الملايو، اللغة الصينية القياسية، اللغة التاميلية |
| العملة                                                    | سول بيروفي جديد                        | دولار سنغافوري                                                       |
| الناتج المحلي الإجمالي (بليون دولار)                      | 211.39 مليار                           | 323.91 مليار                                                         |
| الناتج المحلي الإجمالي (تعادل القوة الشرائية) بليون دولار | 393.13 مليار                           | 472.59 مليار                                                         |
| الناتج المحلي الإجمالي الاسمي للفرد دولار أمريكي          | 6.03 ألف                               | 52.89 ألف                                                            |
| الناتج المحلي الإجمالي للفرد دولار أمريكي                 | 11.99 ألف                              | 82.76 ألف                                                            |
| مؤشر التنمية البشرية                                      | 0.740                                  | 0.925                                                                |
| رمز المكالمات الدولي                                      | +51                                    | +65                                                                  |
| رمز الإنترنت                                              | .pe                                    | .sg                                                                  |
| المنطقة الزمنية                                           | توقيت بيرو، 00                         | ت ع م+08:00، توقيت سنغافورة المنسق ‏                                  |

## منظمات دولية مشتركة
يشترك البلدان في عضوية مجموعة من المنظمات الدولية، منها:
| علم المنظمة | اسم المنظمة                                      | تاريخ انضمام بيرو | تاريخ انضمام سنغافورة |
| ----------- | ------------------------------------------------ | ----------------- | --------------------- |
|             | مؤسسة التنمية الدولية                            | 30 أغسطس 1961     | 27 سبتمبر 2002        |
|             | يونسكو                                           | 21 نوفمبر 1946    | 8 أكتوبر 2007         |
|             | وكالة ضمان الاستثمار متعدد الأطراف               | 2 ديسمبر 1991     | 24 فبراير 1998        |
|             | الأمم المتحدة                                    | 31 أكتوبر 1945    | 21 سبتمبر 1965        |
|             | الاتحاد البريدي العالمي                          | ?                 | ?                     |
|             | البنك الدولي للإنشاء والتعمير                    | 31 ديسمبر 1945    | 3 أغسطس 1966          |
|             | المنظمة الهيدروغرافية الدولية                    | ?                 | ?                     |
|             | الاتحاد الدولي للاتصالات                         | 12 يوليو 1915     | 22 أكتوبر 1965        |
|             | منظمة حظر الأسلحة الكيميائية                     | ?                 | ?                     |
|             | مؤسسة التمويل الدولية                            | 20 يوليو 1956     | 4 سبتمبر 1968         |
|             | المركز الدولي لتسوية المنازعات الاستشارية        | 8 سبتمبر 1993     | 13 نوفمبر 1968        |
|             | منظمة التجارة العالمية                           | ?                 | ?                     |
|             | منتدى التعاون الاقتصادي لدول آسيا والمحيط الهادئ | 14 نوفمبر 1998    | 6 نوفمبر 1989         |
|             | منظمة الشرطة الجنائية الدولية                    | ?                 | ?                     |

## وصلات خارجية
- موقع وزارة الخارجية البيروفية
- موقع وزارة الخارجية السنغافورية